# Куллинан (ЮАР)
Куллинан (англ. Cullinan) — небольшой город в ЮАР, расположенный в 30 км к востоку от Претории в провинции Гаутенг.

## История
Открытие месторождения
В 1898 году сэр Томас Куллинан получил трёхкаратный алмаз, найденный у фермерской изгороди. Изучив местность, он пришёл к выводу, что камень был вымыт водой с ближайшего холма. Первая попытка Куллинана выкупить землю у владельца, Йоахима Принслоо, не увенчалась успехом. Однако после смерти Принслоо он смог приобрести участок за £52 000 у дочери фермера.
Кимберлитовая трубка «Куллинан» была обнаружена в 1902 году, а в 1903 началась её открытая разработка. Руководство горнодобывающей компании дало месторождению название «Премьер» (англ. Premier Mine).
25 июня 1905 года на руднике был обнаружен крупнейший в мире алмаз «Куллинан» массой 3106 карат (621,35 г). Честь открытия принадлежит Фредерику Уэллсу, управляющему поверхностными работами Premier Diamond Mining Company. Камень был приобретён правительством Трансвааля и преподнесён в дар королю Эдуарду VII.
Посёлок Куллинан, подобно Кимберли в Северо-Капской провинции, обязан своим возникновением алмазодобыче. Его развитие неразрывно связано с историей месторождения, которое:
- Дало название поселению
- Обеспечило его экономическое развитие
- Принесло мировую известность этому региону Южной Африки

Городская инфраструктура формировалась как типичный «компанейский посёлок» горнодобывающей компании, что характерно для многих населённых пунктов ЮАР того периода.

## Экономика
Основой экономики города является:
- Добыча алмазов (шахта Куллинан работает с 1903 года)
- Туризм (посещение алмазных шахт и исторических мест)
- Сельское хозяйство

## Достопримечательности
- Алмазная шахта Куллинан (открыта для посещения)
- Исторический центр города с колониальной архитектурой
- Заповедник Куллинан

### Музеи
В районе Каллинана и его окрестностях расположено несколько музеев, наиболее известными из которых являются:
- Исторический зал Каллинана[4] — экспозиция, посвящённая истории города и алмазодобычи.
- Музей Макхарди Хаус[5] — исторический дом-музей эдвардианской эпохи.
- Музей военнопленных в Зондерватере[6] — посвящён истории крупнейшего лагеря итальянских военнопленных времён Второй мировой войны.
- Музей Сэмми Маркса[7] — усадьба известного промышленника XIX века, образец викторианской архитектуры.

## Транспорт
Город расположен в 30 км от международного аэропорта Претории. Через Куллинан проходит автомобильная трасса R515, соединяющая его со столицей.

## Население
По данным последней переписи:
- Основные языки: африкаанс, английский, северный сото
- Этнический состав: преимущественно африканеры и чернокожее население